# Міжріччя (Калуський район)
Міжрі́ччя — село в Україні, в Болехівській міській громаді Калуського району Івано-Франківській області. До 2020 року село Міжріччя разом з селом Заріччя підпорядковувалися Міжрічанській сільській раді. Населення становить 1706 осіб.

## Назва
7 червня 1946 року указом Президії Верховної Ради УРСР село Чолхани Болехівського району перейменовано на Міжріччя і Чолханівська сільська рада — на Міжрічанську.

## Історія
Вперше згадується 15 серпня 1412 .
Згадується село Чолгани (пол. Czolhany) 10 вересня 1459 року в книгах галицького суду.
У люстрації 1469 року Федір Чалганський за подароване йому село Чолган зобов'язується утримувати одного пікінера і 6 лучників.
У податковому реєстрі 1515 року в селі документується піп (отже, уже тоді була церква), млин і 3 лани (близько 75 га) оброблюваної землі.
У 1939 році в селі мешкало 2460 осіб, з них: 2320 українців, 10 поляків, 20 латинників, 100 євреїв і 10 німців та інших національностей).
Село знамените своєю дводенною обороною від наступу військ. За даними облуправління МГБ у 1949 р. у Болехівському районі підпілля ОУН найактивнішим було в селах Міжріччя, Тисів, Гориня й Сукіль.